# Атлас Российский

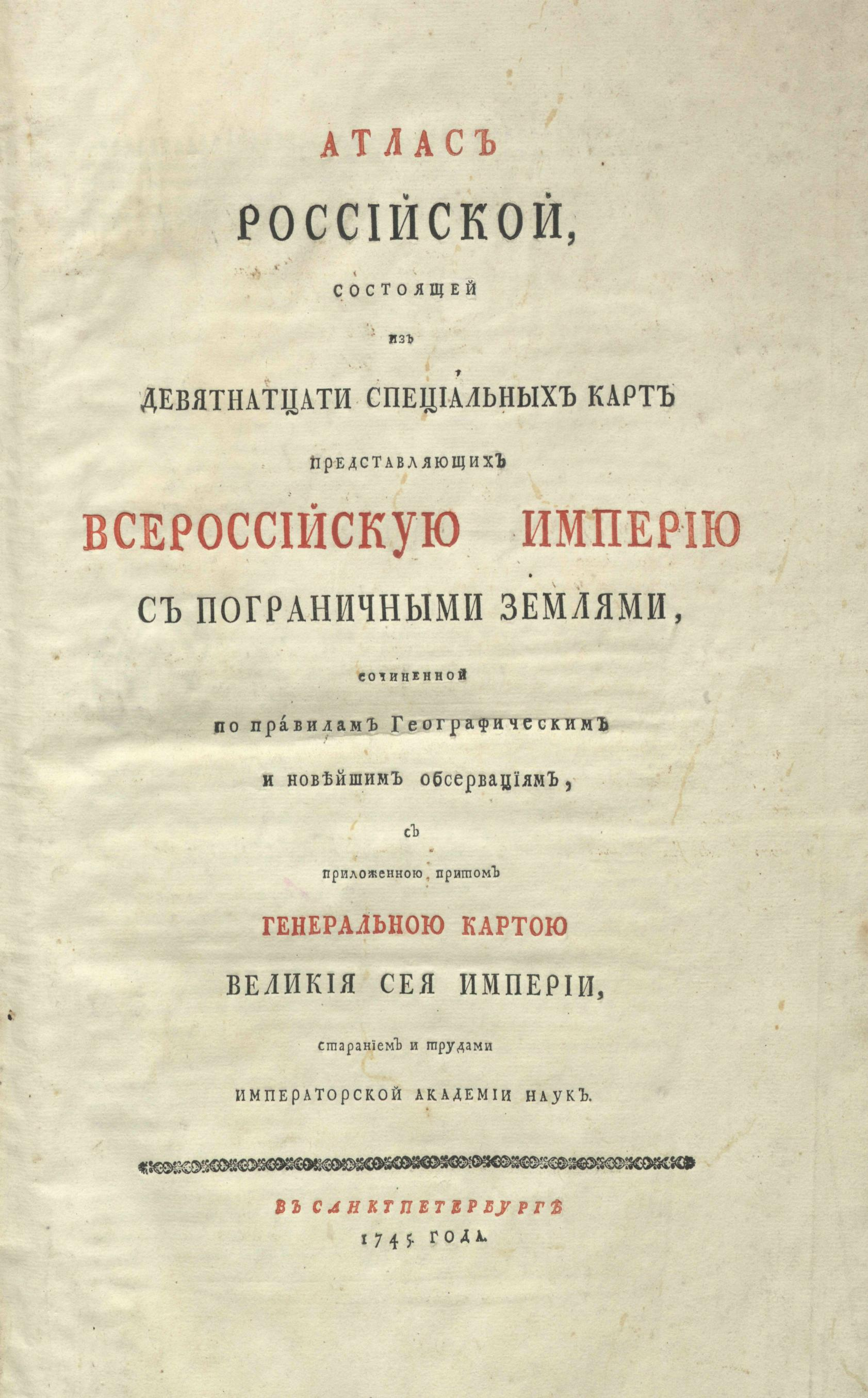

«Атлас Российский», или, как напечатано на титульном листе, — «Атлас Российской, состоящий из девятнадцати специальных карт, представляющих Всероссийскую империю с пограничными землями, сочинённый по правилам географическим и новейшим обсервациям, с приложенною при том Генеральною картою великия сея империи, старанием и трудами Императорской академии наук» — уникальное произведение раннего периода отечественной картографии, выпущенное в 1745 г. Российской Академией наук и признанное первым официальным атласом государства.

## Общие сведения
Издание Атласа стало результатом 20-летнего труда картографов, выполнявших инструментальную съёмку российских земель по указу Петра I. Для исполнения главы 48 «Генерального регламента» (28 февраля 1720 г.) «О ландкартах и чертежах», в которой говорилось: «Дабы каждый коллегиум о состоянии государства и о принадлежащих ко оному провинциях подлинную ведомость и известие получить мог, того ради надлежит в каждой коллегии иметь генеральные и партикулярные ландкарты (или чертежи), которые по времени изготовлены быть имеют, именно описать все границы, реки, городы, местечки, церкви, деревни, леса и протчая», был издан указ от 9 декабря 1720 г. о рассылке геодезистов «в губернии для сочинения ландкарт». К этому времени число геодезистов, годных для проведения самостоятельных работ, насчитывало не более 50 человек.
В 1730-е было издано несколько экземпляров атласов И. К. Кирилова, составленных из подготовленным им нескольких карт части территории России.
Атлас Российский 1745 года стал первым завершённым атласом Российской империи, он содержал карту государства на двух листах и 19 листов карт его частей. Карты для него были выгравированы двух видов — с текстами на русском языке и на латыни. Текстовая часть Атласа выпускалась на русском, на латыни, немецком и французском языках.
Несмотря на то, что Атлас является вершиной русской картографии конца первой половины XVIII века, в нём оказалось множество погрешностей. В 1760-х гг. Географическим департаментом Академии наук под руководством М. В. Ломоносова была начата работа по подготовке издания нового Атласа, но она не была завершена в связи с существенными изменениями административного деления России.
Атлас пользовался большим спросом, и в 1746—1762 годах неоднократно печатались дополнительные тиражи в 25, 50, 100 экземпляров.
По мере развития науки и совершенствования технологий стали появляться более поздние и более совершенные атласы. Это «Российский атлас» 1792 г., который состоял из 44 карт наместничеств и Генеральной карты страны, и «Подробный атлас Российской империи…» 1876 г. В состав последнего вошли уже 72 карты, включая несколько тематических карт России (административная, орогидрографическая, этнографическая и др.).

## Содержание и оформление

Генеральная карта Российской империи, 1745 г.

Атлас состоит из девятнадцати карт губерний Российской империи и одной Генеральной карты страны. В нём впервые введена таблица условных знаков. Предваряет карты пояснительный текст.
Атлас имеет большой формат; кожаный переплет оформлен золотым тиснением. Карты гравированы на меди и вручную раскрашены акварелью. Гравированные листы дают возможность увидеть мелкие детали изображений, оттенки цвета, особенности полиграфического исполнения.
Атлас издавался на русском, латинском, немецком и французском языках.
Состав атласа:
- Российская Лапландия
- Архангельск, Санкт-Петербург и Вологда c близлежащими местами
- герцогства Эстляндское и Лифляндское
- Московская губерния
- Смоленская губерния с приграничными губерниями
- Мезенский уезд и Пустозерский уезд
- Малая Татария и Крым с приграничными губерниями
- Яренский уезд, Важский уезд, Устюжский уезд, Сольвычегодский уезд, Тотемский уезд и Хлыновский уезд
- Казанский уезд
- Течение реки Волги от Самары до Царицына
- Чёрное и Каспийское море с близлежащими местами
- часть Сибири от Соликамска до Тобольска
- Уфимская провинция
- реки Печора, Обь и Енисей
- реки Иртыш и Енисей с истоками
- устье реки Лены с частью Якутского уезда
- Иркутская провинция и море Байкал с близлежащими местами
- часть Якутского уезда и Камчатки
- устье реки Амур и находящимися на Восточном океане разными островами
- генеральная карта Российской империи

## Авторы
В составлении атласа принимали участие выдающиеся учёные и исследователи, члены Академии наук:
Жозеф Делиль, Леонард Эйлер, Христиан фон Винсгейм, Готфрид Гейнзиус, Герард Миллер.
Атлас был напечатан по приказу И. Д. Шумахера.

## Переиздание
В 2007 году издательством Альфарет было выпущено в свет факсимильное издание атласа, которое полностью повторяет особенности оригинала. Сохранён точный формат, воссоздан оригинальный переплёт из натуральной кожи с золотым тиснением.
Подобное факсимильное издание выпустила «Артель Старая Грамота» в 2010 году. Переплёт этого издания, выполненный из натуральной кожи с золотым тиснением, был изготовлен руками артельщиков, сохранён формат издания.
В 2020 году Атлас был переиздан издательством «Паулсен» по уникальному экземпляру из Картографического фонда Русского географического общества. Карты атласа приведены с уменьшением (около 20 % от реального размера, Генеральная карта — примерно 40 % от реального размера).